# Robocop

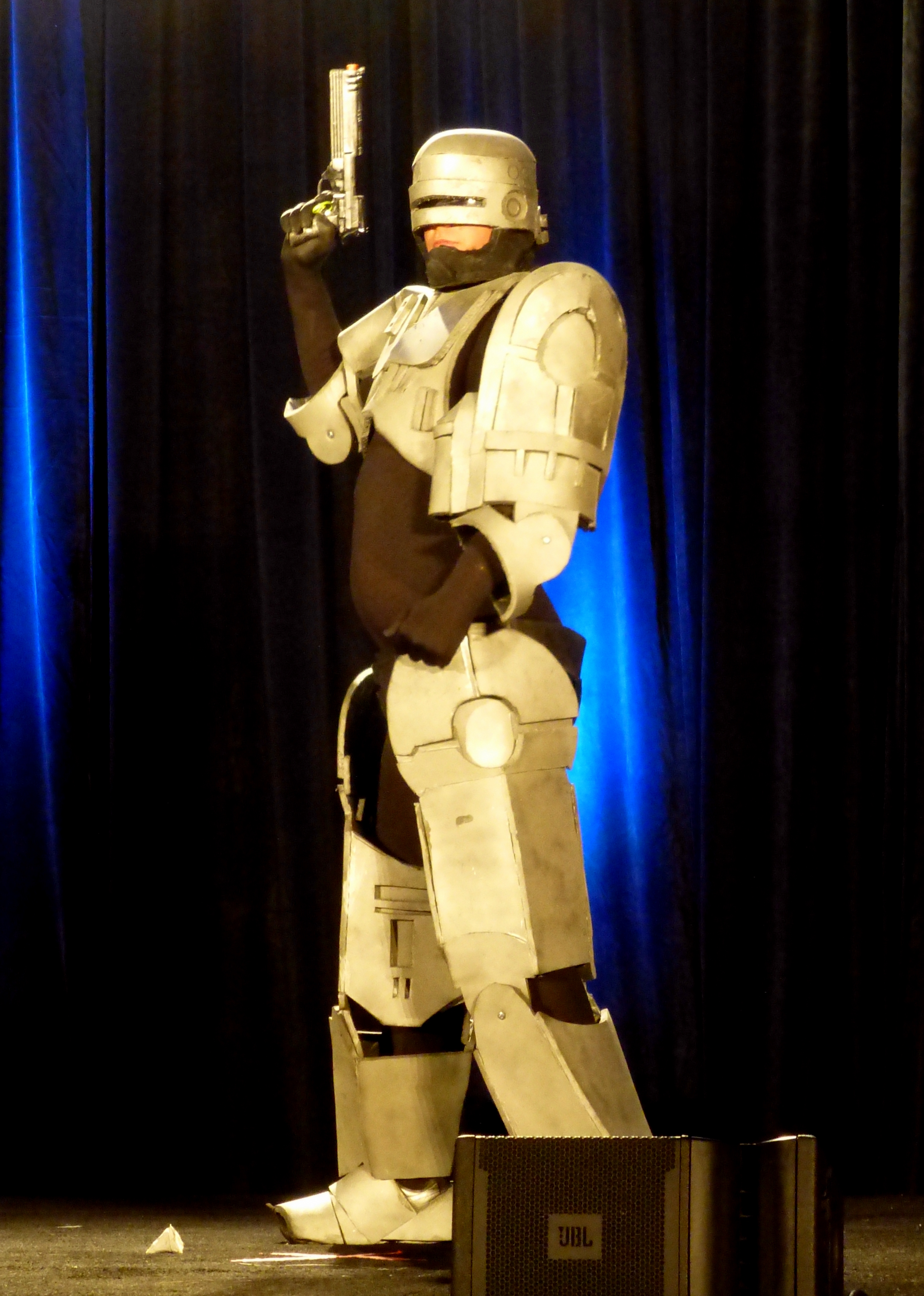
En person utklädd till Robocop.

Robocop (i Sverige även med titeln Robocop - En robotsnut på video) är en amerikansk science fiction-film, som hade biopremiär i USA den 17 juli 1987, regisserad av Paul Verhoeven.

## Handling
Filmen utspelar sig i ett framtida Detroit med extrem kriminalitet. Polismakten är inte anställd av staden utan av det privata företaget OCP (Omni Consumer Products). För att komma till rätta med brottsligheten lanserar OCP en ny lösning för brottsbekämpningen: en polisrobot som delvis består av en polis som skjutits under ett tjänsteuppdrag. OCP:s andreman vill dock att projektet ska misslyckas, och när den döde polismannens minnen börjar återkomma och han söker efter den brottsling som dödade honom, får vice-VD:n vatten på sin kvarn, och lanserar sin version av robotpolis, ED-209.

## Rollista (urval)
- Peter Weller – Alex J Murphy - Robocop
- Nancy Allen – polisinspektör Anne Lewis
- Kurtwood Smith – Clarence Boddicker
- Miguel Ferrer – Bob Morton
- Ronny Cox – Dick Jones
- Dan O'Herlihy – The Old Man
- Robert DoQui – Warren Reed
- Ray Wise – Leon C Nash
- Paul McCrane – Emil Antonowsky

## Om filmen
Filmen nominerades till två Oscar i kategorierna bästa klippning och bästa ljud. Filmen tilldelades en special-Oscar för ljudredigeringen.
Filmen följdes av två uppföljare: Robocop 2 (1990) och Robocop 3 (1993). Peter Weller medverkade i de två första filmerna, men han ersattes av Robert Burke i den tredje. Det finns också fyra TV-serier, varav två var tecknade. Den senaste TV-serien producerades år 2000.
Filmen godkändes från 15 år i Sverige först efter att hela 13 scener tagits bort, dessa är:
- 0:00:03 – Nedskjutning.
- 0:00:07 – Scen där man kastas ut mot polisbil.
- 0:00:06 – Konsekvensklipp:man ramlar från motorhuv.
- 0:00:09 – Skottlossning.
- 0:00:33 – Scen där två män antastar en kvinna.
- 0:00:26 – Nedskjutning.
- 0:00:44 – Skottlossning.
- 0:00:42 – Skottlossning.
- 0:01:09 – Skottlossning.
- 0:00:14 – Slag mot och pålning av robot.
- 0:00:27 – Scen där man upplöses av syra.
- 0:00:34 – Scen där man upplöses av syra.
- 0:00:05 – Nedskjutning.

Även MPAA klippte ner den för att den inte skulle få X rating, när ED-209 skjuter sönder mannen i styrelsen och Murphys dödsscen var det som klipptes.

### Övrigt
- Producenterna letade länge efter ett bättre namn på filmen, eftersom namnet Robocop signalerade att filmen riktade sig till barn[källa behövs], men när ingen lyckades hitta något fick filmen behålla sitt namn. Trots det blev filmen en framgång även bland vuxna, som uppskattade filmens samhällskritiska ironi.
- Den svenske tidigare ishockeyspelaren Ulf Samuelsson kallades "Robocop" på grund av att han ansågs vara ovanligt hård och tuff.[4]
- Det finns också ett flertal datorspel med namnet Robocop som bygger på serien/filmerna.
- 1993 kunde man åka Robocop - The Ride i åkattraktionen Simulatour på Liseberg i Göteborg.